# Олійничук Семен Микитович
Семе́н Мики́тович Олійничу́к (нар. 1798, за іншими даними 1800, село Антонопіль Вінницького повіту Подільської губернії, нині Калинівського району Вінницької області — пом. 27 липня (8 серпня) 1852, Шліссельбург) — український кріпак-вільнодумець, просвітитель-гуманіст, демократ. Учасник Антикріпосницького руху в Україні.

## Біографія
Семен Микитович Олійничук народився в кріпацькій сім'ї. У 1818—1824 роках таємно від поміщика Собещанського здобув освіту в Подільській гімназії, яка тоді розміщувалася у Вінниці. Живучи під чужим прізвищем, у 1824—1839 роках учителював у Правобережній Україні, пізніше — у Білорусі.
1839 року Олійничук повернувся в Україну, де його заарештували і кілька років тримали в тюрмі за втечу від поміщика. 1845 року Олійничук визволився з кріпацтва. 1847 року від імені селян Острозького повіту Волинської губернії звернувся до російського імператора Миколи І з листом про переведення селян з панщини на чинш.
Автор незакінченого твору з історії українського селянства «Історична розповідь природних або корінних жителів Малоросії Задніпровської, тобто Київської, Кам'янець-Подільської і Житомир-Волинської губерній, про своє життя і буття» (рос. «Исторический рассказ природних или коренных жителей Малороссии Заднепровской, т. е. Киевской, Каменец-Подольской и Житомирско-Волынской губерний про своё житьё-бытьё»), в якому піддав різкій критиці кріпосницький лад та розкрив прагнення народних мас до кращої долі. У жовтні 1849 року під час роботи над твором був заарештований за антикріпосницькі погляди. За наказом імператора Миколи I Олійничука як особливо небезпечного державного злочинця навічно ув'язнили в Шліссельбурзьку фортецю.